# Cheick Kongo
Cheick Guillaume Ouedraogo, mer känd som Cheick Kongo, född 17 maj 1975 i Paris, är en fransk MMA-utövare som tävlar i organisationen Bellator MMA. Kongo började sin professionella MMA karriär 2001 och tävlade i Ultimate Fighting Championship mellan åren 2006–2013.